# Campionat del Món de Trial 2010
|  | Per al campionat del món en pista coberta d'aquell any, vegeu Campionat del Món de Trial indoor 2010 |

La temporada de 2010 del Campionat del Món de trial fou la 36a edició d'aquest campionat, organitzat per la FIM. El calendari oficial constava d'11 proves puntuables, celebrades entre el 18 d'abril i el 5 de setembre.
Toni Bou va guanyar el quart dels seus 18 campionats mundials a l'aire lliure (a data de 2024), de nou, per davant d'Adam Raga i Takahisa Fujinami, una classificació que es va anar repetint invariablement des del 2007 fins al 2011. Aquell any, quatre catalans es van classificar entre els cinc primers: Bou, Raga, Jeroni Fajardo (quart) i Albert Cabestany (cinquè).

## Sistema de puntuació
Barem de puntuació a partir de 1984:
| Posició | 1  | 2  | 3  | 4  | 5  | 6  | 7 | 8 | 9 | 10 | 11 | 12 | 13 | 14 | 15 |
| Punts   | 20 | 17 | 15 | 13 | 11 | 10 | 9 | 8 | 7 | 6  | 5  | 4  | 3  | 2  | 1  |

## Calendari
| Ronda | Data          | Gran Premi    | Lloc                | Guanyador         |
| ----- | ------------- | ------------- | ------------------- | ----------------- |
| 1     | 18 d'abril    | Espanya       | Baiona              | Toni Bou          |
| 2     | 24 d'abril    | Portugal      | Paços de Ferreira   | Toni Bou          |
| 3     | 25 d'abril    | Portugal      | Paços de Ferreira   | Takahisa Fujinami |
| 4     | 5 de juny     | Japó          | Twin Ring Motegi    | Toni Bou          |
| 5     | 6 de juny     | Japó          | Twin Ring Motegi    | Adam Raga         |
| 6     | 26 de juny    | Gran Bretanya | Fort William        | Toni Bou          |
| 7     | 27 de juny    | Gran Bretanya | Fort William        | Takahisa Fujinami |
| 8     | 11 de juliol  | França        | St. M. de Maurienne | Toni Bou          |
| 9     | 18 de juliol  | San Marino    | Baldasserona        | Toni Bou          |
| 10    | 25 de juliol  | Itàlia        | Foppolo             | Toni Bou          |
| 11    | 5 de setembre | Txèquia       | Kramolín            | Adam Raga         |

Notes
1. ↑  A Borgo Maggiore
2. ↑  A la província de Bèrgam

## Classificació final
| Posició | Pilot             | Motocicleta | Punts |
| ------- | ----------------- | ----------- | ----- |
| 1       | Toni Bou          | Montesa     | 200   |
| 2       | Adam Raga         | Gas Gas     | 172   |
| 3       | Takahisa Fujinami | Montesa     | 161   |
| 4       | Jeroni Fajardo    | Beta        | 143   |
| 5       | Albert Cabestany  | Sherco      | 142   |
| 6       | James Dabill      | Gas Gas     | 109   |
| 7       | Dougie Lampkin    | Beta        | 97    |
| 8       | Michael Brown     | Sherco      | 65    |
| 9       | Loris Gubian      | Gas Gas     | 64    |
| 10      | Matteo Grattarola | Sherco      | 57    |
|         |                   |             |       |
| 13      | Daniel Oliveras   | Sherco      | 32    |